# 阿尔坎塔里利亚
阿尔坎塔里利亚，是西班牙穆尔西亚自治区的一个市镇。总面积16平方公里，总人口34303人（2001年），人口密度2144人/平方公里。